# Гинецинский, Александр Григорьевич
Александр Григорьевич Гинецинский (29 ноября 1895, Вологда, Вологодская губерния, Российская Империя — 20 октября 1962, Ленинград, СССР) — советский физиолог, ученик Л. А. Орбели.

## Биография
Родился 29 ноября 1895 года в Вологде.
В 1913 году окончил Вологодскую мужскую гимназию.
В 1922 году окончил 1-й Ленинградский медицинский институт.
С 1932 по 1951 год занимал должность заведующего кафедрой физиологии Ленинградского медицинского педиатрического института.
с 1951 по 1955 год занимал должность заведующего кафедрой физиологии Новосибирского медицинского института.
С 1955 по 1962 год работал в Институте эволюционной физиологии АН СССР (с 1958 по 1960 год занимал должность директора данного института).
Скончался 20 октября 1962 года. Похоронен в Ленинграде на Богословском кладбище (участок 1).

## Научные работы
Основные научные исследования посвящены физиологии вегетативной нервной системы и механизмам регуляции водно-солевого обмена.
- Установил, что утомлённая скелетная мышца восстанавливает свою работоспособность при раздражении её симпатического нерва (феномен Орбели — Гинецинского).
- Выявил основные закономерности эволюции нервно-мышечного соединения.

Автор свыше 115 научных работ, в том числе двух монографий, посвященных главным образом физиологии нервно-мышечной системы, дыхания и почек.

## Членство в организациях
- Член-корреспондент АМН СССР (1946-62)

## Награды и премии
- Премия им. И. П. Павлова АН СССР (1944) — за работу «Материалы к проблеме эволюции мышечной ткани»
- Орден Трудового Красного Знамени (1945)
- Премия имени Л. А. Орбели АН СССР (1965) — за монографию «Физиологические механизмы водно-солевого равновесия»